# Ulaka, Bloke
Ulaka este o localitate din comuna Bloke, Slovenia, cu o populație de 35 de locuitori.